# W. S. Van Dyke
W. S. Van Dyke, pseudonimo di Woodbridge Strong Van Dyke II (San Diego, 21 marzo 1889 – Brentwood, 5 febbraio 1943), è stato un regista, sceneggiatore e produttore cinematografico statunitense.

## Biografia
Nato a San Diego, in California, restò orfano di padre appena nato. Sua madre faceva l'attrice e il bambino l'accompagnava nei suoi tour teatrali: già a tre anni, il piccolo Woodbridge aveva fatto la sua prima apparizione su un palcoscenico, esordendo in una piccola parte. Prima di approdare al cinema, però, Van Dyke fece letteralmente di tutto, dal minatore d'oro al mercenario, dal taglialegna fino al muratore. Nella seconda metà degli anni dieci esordì come sceneggiatore e come aiuto regista, anche se non accreditato, di David Wark Griffith, poi passò a lavorare come assistente di James Young.
Nel 1917 debuttò nella regia con il film The Land of Long Shadows. Girò parecchi serial cinematografici, come si faceva all'epoca. Nel 1932 diresse Tarzan l'uomo scimmia, prima versione sonora del romanzo di Edgar Rice Burroughs e anche la prima con Johnny Weissmuller, tra gli interpreti per eccellenza di questo personaggio. Dopo alcune pellicole minori, nel 1934 diresse il primo film di una fortunata serie, L'uomo ombra, con Myrna Loy e William Powell, girato in sole due settimane e prodotto dalla MGM. Due anni dopo diresse il melodramma San Francisco (1936) con Clark Gable e Jeanette MacDonald (di cui era un ottimo amico), colossal della MGM che riscosse un buon successo di pubblico e critica.

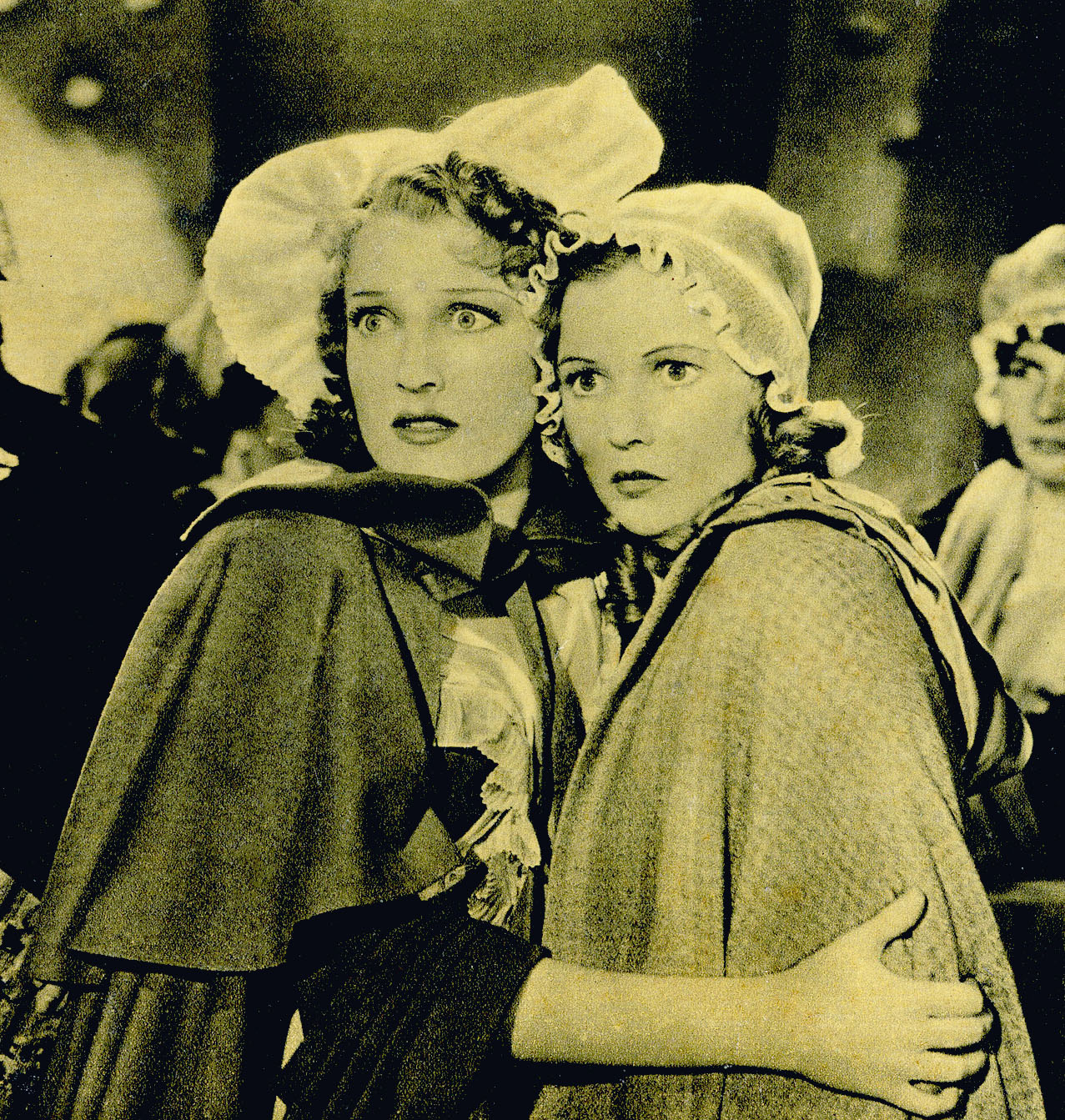
Jeanette MacDonald in Terra senza donne (Naughty Marietta) del 1935

Nel 1938 gli fu affidata la regia di Maria Antonietta, l'ultimo film prodotto da Irving Thalberg, che aveva come protagonista la moglie del potente produttore, l'attrice Norma Shearer: la pellicola, prodotta con grande dispiegamento di mezzi e costata oltre due milioni di dollari, raccontava la parabola dell'ultima regina di Francia, dalla sua giovinezza alla morte sulla ghigliottina. Il film, un kolossal che si rivelò uno dei grandi successi cinematografici degli anni trenta, aveva come co-regista non accreditato Julien Duvivier e come aiuto-regista Jacques Tourneur.
Successivamente Van Dyke girò alcuni film poco riusciti, fra cui uno della serie Andy Hardy, e nel 1939 diresse James Stewart in una commedia giallo-rosa sulla scia del successo de L'uomo ombra intitolata Questo mondo è meraviglioso, il suo ultimo lavoro degno di nota. Lavorò ancora a un ulteriore film della serie L'uomo ombra e a uno sul personaggio del dottor Kildare. Nella sua carriera il regista statunitense diresse quasi cento film, apparendo inoltre in sette pellicole come aiuto regista, in otto come produttore e in una quindicina come soggettista o sceneggiatore.
Oltre ad alcuni cameo o brevi comparse nelle sue vesti di regista in un paio di film, gli si può ascrivere anche qualche saltuaria apparizione sullo schermo come attore: tra le comparse della cena di Cana in Intolerance: Love's Struggle Throughout the Ages (1916), nel ruolo di Charles Dickens in Oliver Twist (1916), e nella parte di un ispettore in un dramma del 1933 diretto da Van Dyke stesso.
Negli anni quaranta gli venne diagnosticato un cancro, e oltre a questa malattia soffrì anche di problemi cardiaci. Dopo una lunga battaglia contro il male, e dopo aver rifiutato alcuni trattamenti medici per la sua appartenenza alla Christian Science, nel 1943 decise di uccidersi per non prolungare oltre le sue sofferenze: le modalità del suicidio non vennero mai rivelate.

## Filmografia

### Regista
- The Land of Long Shadows (1917)
- The Range Boss (1917)
- Open Places (1917)
- Men of the Desert (1917)
- Gift o' Gab (1917)
- Sadie Goes to Heaven (1917)
- The Lady of the Dugout (1918)
- Fate's Frame-Up (1919)
- The Hawk's Trail - serial cinematografico (1919)
- Daredevil Jack - serial cinematografico (1920)
- Double Adventure (1921)
- The Avenging Arrow serial, co-regia William Bowman (1921)
- White Eagle serial, co-regia Fred Jackman (1922)
- The Milky Way (1922)
- According to Hoyle (1922)
- Forget Me Not (1922)
- The Boss of Camp Four (1922)
- The Little Girl Next Door (1923)
- Destroying Angel (1923)
- The Miracle Makers (1923)
- Ruth of the Range, regia di Ernest C. Warde e (non accreditato) Frank Leon Smith - Van Dyke non accreditato (1923)
- Half-a-Dollar Bill (1924)
- Loving Lies (1924)
- The Battling Fool (1924)
- The Beautiful Sinner (1924)
- Winner Take All (1924)
- Gold Heels (1924)
- Barriers Burned Away (1925)
- The Trail Rider
- Hearts and Spurs
- Ranger of the Big Pines
- Timber Wolf (The Timber Wolf) (1925)
- The Desert's Price
- The Gentle Cyclone (1926)
- War Paint (1926)
- Winners of the Wilderness (1927)
- California (1927)
- The Eyes of the Totem (1927)
- The Heart of the Yukon (1927)
- Foreign Devils (1927)
- Spoilers of the West (1927)
- Wyoming (1928)
- Under the Black Eagle (1928)
- The Adventurer, co-regia Viktor Tourjansky (1928)
- Ombre bianche (White Shadows in the South Seas) (1928)
- L'isola del sole (The Pagan) (1929)
- Trader Horn (1931)
- La voce del sangue (Never the Twain Shall Meet) (1931)
- Mani colpevoli (Guilty Hands), co-regia di (non accreditato) Lionel Barrymore (1931)
- La rumba dell'amore (The Cuban Love Song) (1931)
- Tarzan l'uomo scimmia (Tarzan, the Ape Man) (1932)
- Night Court (1932)
- Il caso dell'avv. Durant (Penthouse) (1933)
- L'idolo delle donne (The Prizefighter and the Lady), co-regia di (non accreditato) Howard Hawks (1933)
- Eskimo (1933)
- Laughing Boy (1934)
- Le due strade (Manhattan Melodrama) (1934)
- L'uomo ombra (The Thin Man) (1934)
- Il rifugio (The Hideout) (1934)
- La donna è mobile (Forsaking All Others) (1934)
- Terra senza donne (Naughty Marietta) (1935)
- Follie di Broadway 1936 (Broadway Melody of 1936)
- Io vivo la mia vita (I Live My Life)
- Rose Marie (1936)
- San Francisco (1936)
- L'ultima prova (His Brother's Wife) (1936)
- Simpatica canaglia (The Devil is a Sissy) (1936)
- Amore in corsa (Love on the Run)
- Dopo l'uomo ombra (After the Thin Man) (1936)
- Proprietà riservata (Personal Property) (1937)
- They Gave Him a Gun
- Il prigioniero di Zenda (The Prisoner of Zenda)
- Rosalie (1937)
- Maria Antonietta (Marie Antoinette) (1938)
- Bisticci d'amore (Sweethearts) (1938)
- Sfida a Baltimora (Stand Up and Fight) (1938)
- Questo mondo è meraviglioso (It's a Wonderful World) (1939)
- Andy Hardy e la febbre di primavera (Andy Hardy Gets Spring Fever) (1939)
- Si riparla dell'uomo ombra (Another Thin Man) (1939)
- Questa donna è mia (I Take This Woman) (1939)
- Passaggio a Nord-Ovest (film) (Northwest Passage) (1940)
- Luna nuova (New Moon), co-regia Robert Z. Leonard (1940)
- Ti amo ancora (I Love You Again) (1940)
- Tzigana (Bitter Sweer) (1940)
- Follia (Rage in Heaven), co-regia (non accreditati) Robert B. Sinclair e Richard Thorpe (1941)
- Chi dice donna... (The Feminine Touch) (1941)
- L'ombra dell'uomo ombra (Shadow of the Thin Man) (1941)
- Musica sulle nuvole (I Married an Angel)
- Avventura al Cairo (Cairo) (1942)
- Journey for Margaret (Journey for Margaret) (1942)

### Aiuto regista
- Nascita di una nazione (The Birth of a Nation), regia di David Wark Griffith - aiuto regia non accreditato (1915)
- Intolerance, regia di David Wark Griffith - Judean story, aiuto regia non accreditato (1916)
- The Lash, regia di James Young (1916)
- Unprotected, regia di James Young (1916)
- Oliver Twist, regia di James Young (1916)
- Sotto processo (On Trial), regia di James Young (1917)
- Il prigioniero di Zenda (The Prisoner of Zenda), regia di John Cromwell (1937)

### Attore
- Intolerance, regia di David Wark Griffith (1916)
- Oliver Twist, regia di James Young (1916)
- Eskimo, regia di W. S. Van Dyke (1933)

### Sceneggiatore
- A Daughter of the City, regia di E. H. Calvert (1915)
- The Primitive Strain, regia di Arthur Berthelet (1916)
- The Little Shepherd of Bargain Row, regia di Fred E. Wright (1916)
- The Little Girl Next Door, regia di Richard Foster Baker e M. Blair Coan (1916)
- Orphan Joyce, regia di Arthur Berthelet (1916)
- The Land of Long Shadows, regia di W. S. Van Dyke (1917)
- The Range Boss, regia di W.S. Van Dyke (1917)
- Open Places
- Men of the Desert
- The Lady of the Dugout
- The Forbidden Room, regia di Lynn Reynolds (1919)
- Daredevil Jack
- The Heart of the Yukon
- Wyoming
- Riders of the Dark

### Produttore
- L'idolo delle donne (The Prizefighter and the Lady) di W.S. Van Dyke (1933)

## Galleria di film

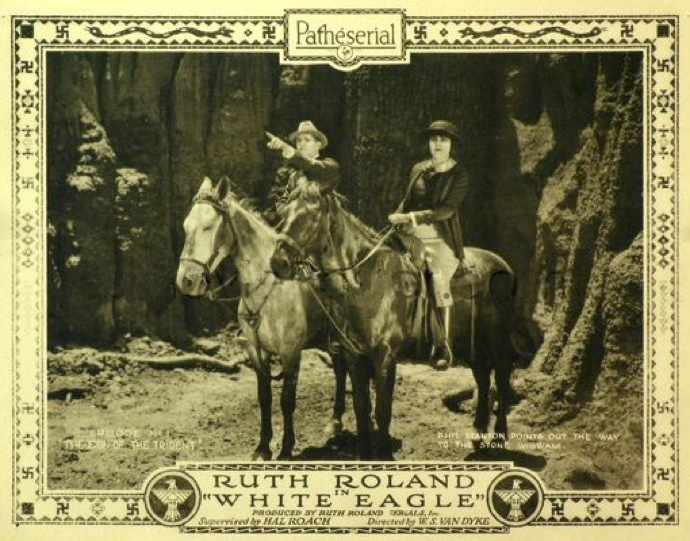
White Eagle (1922)
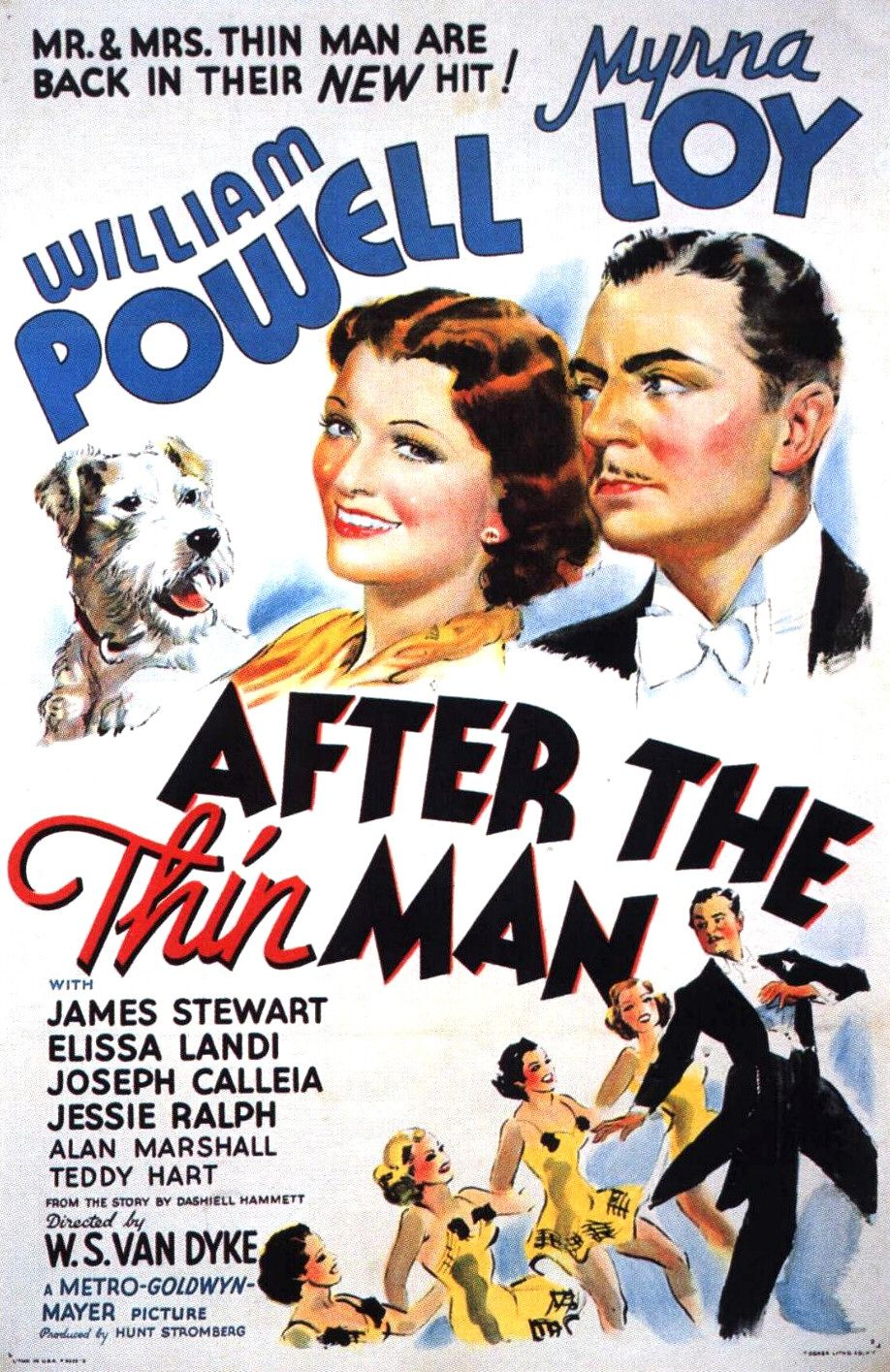
Dopo l'uomo ombra (1936)
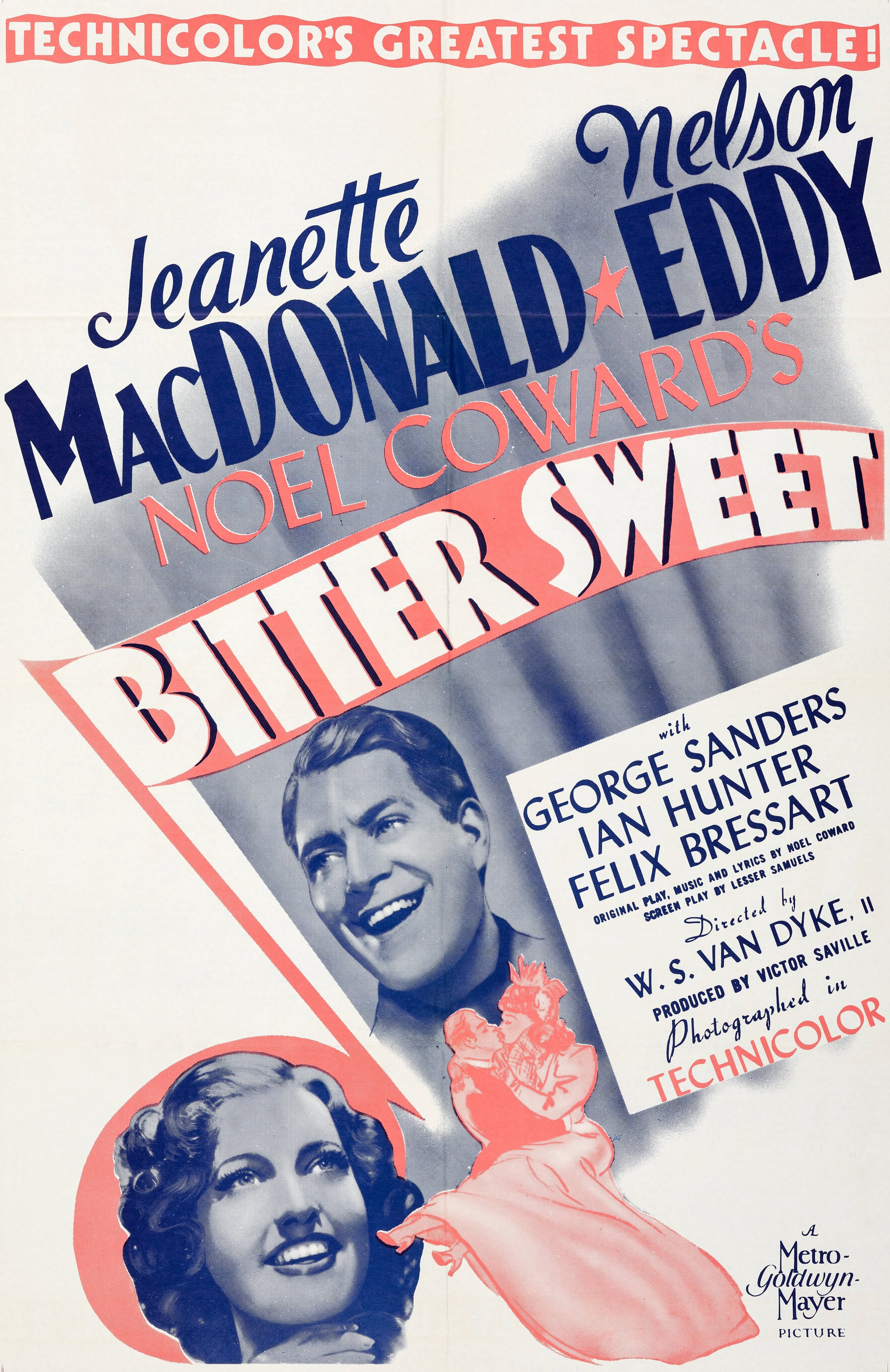
Tzigana (1940)